# Herlev Eagles
Herlev Eagles je hokejový klub z Herlevu, který hraje Dánskou hokejovou ligu v Dánsku.
Klub byl založen roku 1993. Jejich domovským stadionem je Herlev Skøjtehal s kapacitou 1200 lidí.